# 玉堂美術館
玉堂美術館（ぎょくどうびじゅつかん、英語: Gyokudo Art Museum） は、東京都青梅市御岳1丁目75にある美術館。日本画家の川合玉堂の個人美術館である。運営は一般財団法人玉堂会。館長は小澤順一郎。約300点を所蔵している。

## 歴史
川合玉堂は1873年（明治6年）に愛知県葉栗郡外割田村（現一宮市木曽川町）に生まれ、東京美術学校日本画科教授や帝室技芸員などを務めた。1940年（昭和15年）には文化勲章を受章している。太平洋戦争中野の1944年（昭和19年）には写生地だった東京都西多摩郡三田村御岳（現・青梅市）に疎開し、1957年（昭和32年）に死去するまで奥多摩の御岳渓谷で暮らした。
没後には玉堂の個人美術館を建設しようとする声が上がり、香淳皇后を含む多数の団体・地元有志・玉堂愛好家などから寄付が集まった。15歳頃の写生作品から晩年の作品まで、所蔵作品の大半は寄贈によるものである。1961年（昭和36年）4月に建物が竣工し、没後4年を経た同年5月に玉堂美術館が開館した。

## 施設
1,500m2の敷地に、鋼金コンクリート造の陳節室と木造の画室、中島健作庭の日本庭園(枯山水)などを有する。建物の設計は五島美術館（1960年）なども手掛けている吉田五十八。吉田は数寄屋建築の第一人者であり、玉堂とも親しかった。建物は飛騨の民家や寺院の回廊などがモチーフとなっている。
アメリカの日本庭園専門誌「SUKIYA  LIVING MAGAGINE」は、2016年の日本庭園ランキングで玉堂美術館の庭園を第10位に選出した。

## 周辺
JR青梅線御嶽駅から徒歩3分。玉堂美術館の眼前には多摩川が流れ、多摩川の左右には遊歩道が通っている。近隣には櫛かんざし美術館（2023年から休館）、たましん御岳美術館(2019年閉館)、吉川英治記念館などの文化施設も存在する。